# Montenegrói férfi kézilabda-válogatott
A montenegrói férfi kézilabda-válogatott Montenegró nemzeti csapata, melyet a Montenegrói Kézilabda-szövetség (montenegróiul Rukometni savez Crne Gore) irányít.

## Eredmények nemzetközi tornákon
Világbajnokság
- 2013 – 22. hely
- 2015 – nem jutott ki
- 2017 – nem jutott ki
- 2019 – nem jutott ki
- 2023 – 18. hely

Európa-bajnokság
- 2008 – 12. hely
- 2014 – 16. hely
- 2016 – 16. hely
- 2018 – 16. hely
- 2020 – 18. hely
- 2022 – 11. hely
- 2024 – 14. hely